# Eremobia rufescens
Eremobia rufescens là một loài bướm đêm trong họ Noctuidae.